# Masacre de Qana de 1996

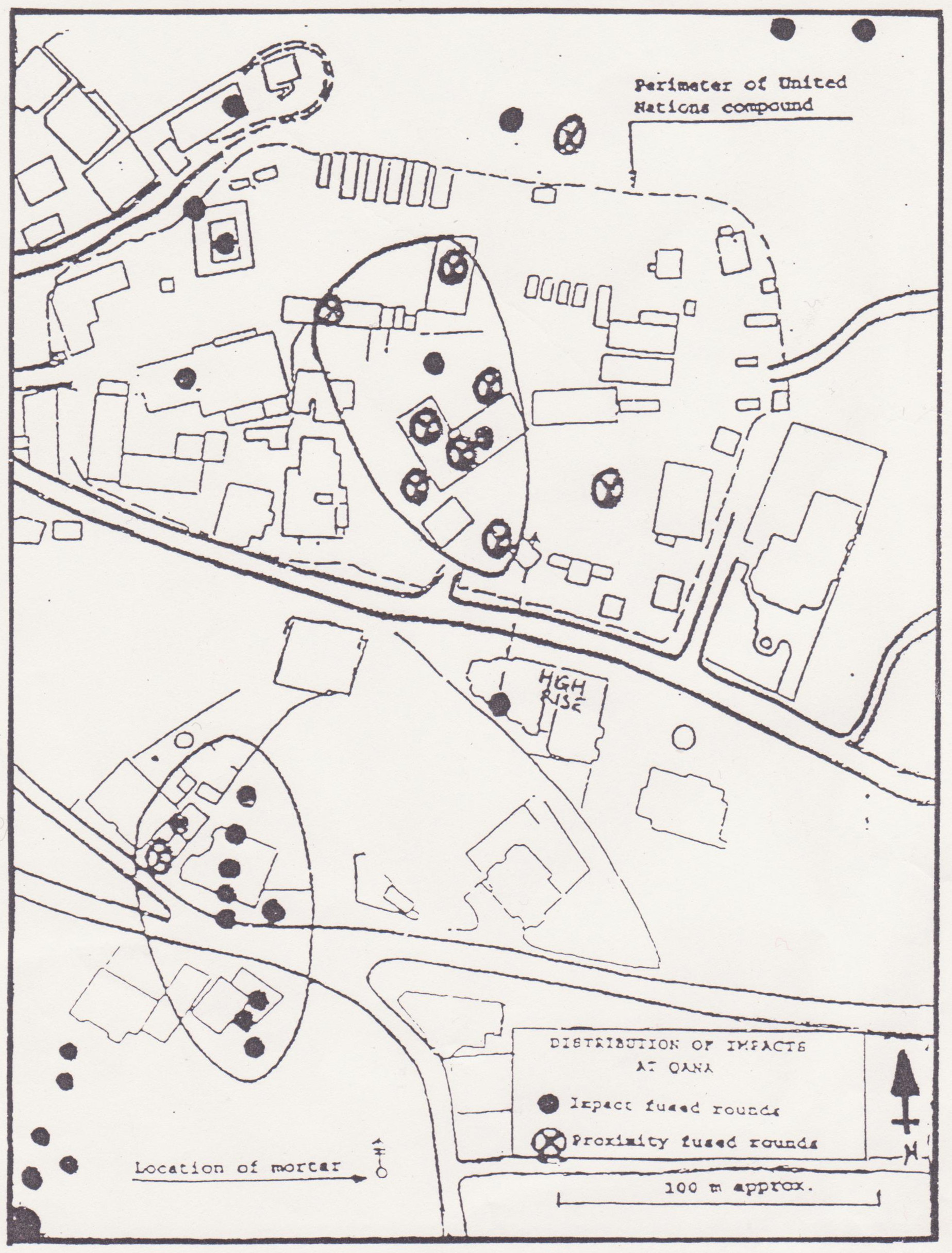
Diagrama de los reportes realizados por el general Frank van Kappen para Butros Butros-Ghali, secretario general de las Naciones Unidas, datado en mayo de 1996.

La Masacre de Qana de 1996 fue uno de los incidentes más graves del conflicto del sur del Líbano (1985-2000), que ocurrió en un campo de la Naciones Unidas, en el sur del Líbano, adonde cientos de personas se habían refugiado, y el 18 de abril de 1996 un bombardeo de las Fuerzas de Defensa de Israel produjo la muerte de cien civiles.

## Hechos
Entre el 11 de abril y el 27 de abril de 1996, Israel lanzó una campaña de bombardeos conocida como Operación Uvas de la Ira contra objetivos terroristas situados en suelo libanés. El objetivo de esta operación era debilitar Hezbolá.
El 18 de abril en el curso de esta operación un bombardeo del ejército israelí mató a 100 civiles refugiados en un campo de refugiados de la ONU, situado en la ciudad de Qana en el Sur del Líbano.
El bombardeo comenzó alrededor de las 14.00 hs y duró algo menos de 20 minutos.

## Reacciones
Israel atribuyó el bombardeo a un error táctico debido a que elementos armados del grupo terrorista Hezbolá se encontraban en las proximidades del campo. Los funcionarios israelíes dijeron que las fuerzas israelíes desconocían que un gran número de civiles libaneses se había refugiado en el recinto de Qana y que tenían conocimiento de que milicianos armados de Hezbolá se encontraban en la zona. Insistieron en que no era la política de Israel de atacar los civiles o a las Naciones Unidas. Por el contrario, las fuerzas israelíes habían hecho todo lo posible para evitar la pérdida de vidas inocentes. Las autoridades expresaron a las Naciones Unidas su pesar por el incidente ocurrido en Qana y la pérdida de vidas civiles.

## Informe de Naciones Unidas
Según el informe de Naciones Unidas, tres militantes de Hezbolá habían entrado al campo de refugiados ese día para visitar a sus familiares. 
Según Israel, dichos milicianos habían estado disparando cohetes Katyusha y morteros contra objetivos isarelíes desde las proximidades del campo y por eso los habían bombardeado, sin saber que allí se encontraban tantos civiles. Además acusó a los milicianos de utilizar civiles como escudos humanos.
Los testimonios indicaban que, a pesar de la negación de las autoridades, dos helicópteros israelíes sobrevolaban el entorno en el momento del bombardeo. Una grabación filmada por un soldado casco azul de las Islas Fiyi mostró que un vehículo a control remoto se encontraba sobre el campo. Israel afirmó que el campo de visión del avión teledirigido era limitado y no permitía ver lo que pasaba en el campo.
El informe de la ONU sugirió que el patrón de los impactos era incompatible con  el objetivo declarado por las fuerzas israelíes y que no hubo impactos en el segundo área que las fuerzas israelíes afirmaban era el objetivo.
Una de las conclusiones de la comisión de investigación de la ONU fue que, si bien la posibilidad de un error técnico de tiro no podía ser descartada, era improbable que el bombardeo fuera debido a un error de procedimiento.
El 19 de abril, el  General de Levine informó al General Wozniak de nuevas medidas adoptadas por las fuerzas israelíes para evitar que estos hechos vuelvan a repetirse. El informe de las Naciones Unidas recomendó que esas medidas fueran  revisadas y confirmadas en el plano político.
Israel lamentó públicamente «profundamente la pérdida de vidas humanas», aseguró haber «investigado a fondo ese trágico incidente» y rechazó el informe de las Naciones Unidas por considerarlo sesgado, asegurando que no fue la intención matar civiles.
Algunas semanas después de los hechos fue firmado un acuerdo entre Hezbolá e Israel bajo los auspicios de Francia, Estados Unidos, Siria y el gobierno libanés, estipulando que las dos partes deben abstenerse de atacar a los civiles.

## Enlaces
Documental sobre la masacre de Qana (Parte 1) en YouTube.
Documental sobre la masacre de Qana (Parte 2) en YouTube.
- Fotos de la masacre

- Datos: Q712897
- Multimedia: Qana massacre / Q712897